# Bankunionen

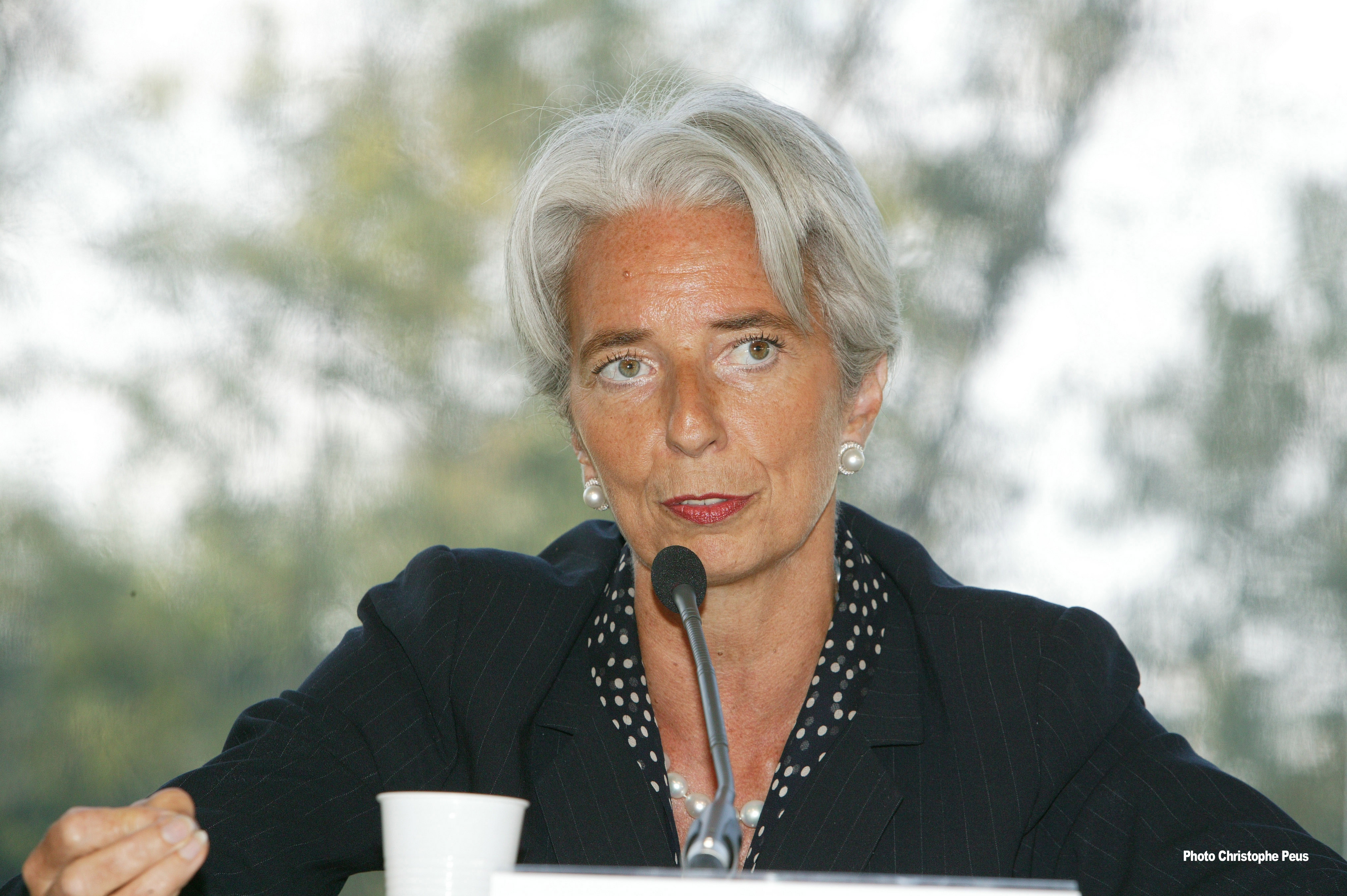
IMF-chefen Christine Lagarde var en av pådrivarna för en europeisk bankunion.

Bankunionen är ett regelverk av gemensamma bestämmelser inom Europeiska unionen för banksektorn. Förslaget till att inrätta en bankunionen presenterades under 2012 av Europeiska kommissionen som ett svar på de problem som uppkommit i spåren av finanskrisen 2007–2008. Hela euroområdet omfattas fullt ut av bankunionen, medan övriga medlemsstater omfattas av delar av regelverket. De medlemsstater som inte har euron som valuta kan välja att delta fullt ut i alla delar av bankunionen om de vill. Bulgarien och Kroatien valde att göra det 2020; senare har Kroatien infört euron (1 januari 2023).
Bankunionen består av tre huvuddelar: en gemensam europeisk regelbok för bankverksamheten, en gemensam tillsynsmekanism för banker (SSM) och en gemensam resolutionsmekanism (SRM). Den gemensamma regelboken innehåller bland annat enhetliga krav för kapitaltäckningskrav och insättningsgarantier. Delar av bankunionen är fortfarande inte fulländade; till exempel pågår fortfarande diskussioner om att införa en europeisk insättningsgaranti som finansieras av euroområdet i sin helhet, och inte av medlemsstaterna var för sig.
Bankunionen innebär att Europeiska centralbanken övervakar alla större banker i euroområdet. Istället för att nationella organ ger banktillstånd, ser till att banker följer regelverken, vidtar åtgärder i form av indragna tillstånd och böter med mera, så blir det ECB som ska göra detta. Detta är dock långt från ECB:s nuvarande ansvarsområde, som är att ha koll på inflationen i euroländerna och ge ut pengar och sätta räntan för eurozonen, vilket är ett av skälen till att många uttryckt stor skepsis.
I mitten av 2018 etablerades en ny praxis som innebär att en medlemsstat måste ansluta sig till bankunionen för att knyta sin valuta till euron genom Europeiska växelkursmekanismen.

## Deltagande medlemsstater
Alla medlemsstater inom euroområdet deltar i bankunionen. Därutöver kan övriga medlemsstater inom Europeiska unionen välja att delta genom ett så kallat nära samarbete. Den 1 oktober 2020 anslöt sig Bulgarien och Kroatien till bankunionen genom ett sådant samarbete. Kroatien införde euron den 1 januari 2023 och deltar således som medlem i euroområdet sedan dess. Danmark, Polen, Rumänien, Tjeckien, Ungern och Sverige står utanför.

### Nära samarbete
Medlemsstater som inte har euron som valuta har möjlighet att ansöka om ett nära samarbete med Europeiska centralbanken för att få full tillgång till bankunionen, på motsvarande sätt som alla medlemsstater inom euroområdet har per automatik. Bulgarien ansökte som första land den 18 juli 2018 om att få det. Kroatien ansökte den 27 maj 2019. Båda länderna gjorde det som ett led i att få knyta sin valuta till euron genom Europeiska växelkursmekanismen. Den 24 juni 2020 beslutade ECB-rådet att inleda ett nära samarbete med de båda länderna med start den 1 oktober 2020. Besluten blev kända för allmänheten den 10 juli 2020.
I Sverige presenterades den 9 december 2019 en utredning om svenskt deltagande i bankunionen. Av riksdagspartierna är endast Liberalerna klart för svenskt deltagande, medan Socialdemokraterna är försiktigt positiva. Sverigedemokraterna och Vänsterpartiet är helt emot, medan Moderaterna, Kristdemokraterna och Miljöpartiet är tveksamma. Centerpartiet har ännu inte tagit ställning till förslaget.
I Danmark presenterades den 19 december 2019 en utredning om danskt deltagande i bankunionen. Utredningen rekommenderade ett danskt deltagande. Ett deltagande kan dock komma att kräva en dansk folkomröstning. I nuläget är de flesta av de stora danska partierna för ett danskt deltagande, dock är Dansk Folkeparti, Liberal Alliance, Enhedslisten och Nya Borgerliga emot. Regeringen har uttalat sin avsikt att hålla en folkomröstning om det skulle bli aktuellt med en dansk anslutning till bankunionen.

## Bankunionens tre pelare
Bankunionen består av tre pelare
- Gemensamma tillsynsmekanismen – en gemensam mekanism för tillsyn av banker och andra finansinstitut
- Gemensamma resolutionsmekanismen – en gemensam mekanism för resolution av finansinstitut
- Ett europeiskt insättningsgarantisystem – denna del har ännu inte antagits, men föreslogs av Europeiska kommissionen i november 2015.[17]

## Uttalanden av EU-ledare och andra
- Sveriges dåvarande finansminister Anders Borg sa 2012 att han inte accepterar att ECB övervakar Nordea så länge som Sverige inte deltar i bankunionen (med tanke på att Nordea har verksamhet i Finland).[18] Nordea har sedermera flyttat sitt huvudkontor till Helsingfors i Finland och är därmed medlemmar i bankunionen. Flytten skedde den 1 oktober 2018.[19] Flytten har inte minskat ECB:s övervakning, tvärtom så hanteras stora affärer på huvudkontoret, nu i Finland/eurozonen.

## Gemensam insättningsgaranti
En stor stötesten i utvecklandet av bankunionen har varit inrättandet av en gemensam insättningsgaranti, något som ofta beskrivs som den tredje pelaren i bankunionen jämte den gemenasmma tillsynsmekanismen och den gemensamma resolutionsmekanismen. Efter år av förhandlingar hade någon överenskommelse om en gemensam insättningsgaranti fortfarande inte nåtts under 2023. I april 2023 presenterade därför Europeiska kommissionen ett nytt lagförslag.